# PZL-Mielec M-18 Dromader
El PZL-Mielec M-18 Dromader (dromedario) es un avión de agricultura que se desarrolló con la cooperación de Rockwell International. El M18 es un avión agrícola de ala baja, un único asiento, tren de aterrizaje fijo con rueda de cola e impulsado por un motor radial PZL-KALISZ ASZ-621R (construido bajo licencia SHVETSOV) de mil caballos de potencia de nueve cilindros sobrealimentado y enfriado por aire. El M18 voló por primera vez en Polonia el 27 de agosto de 1976 y se han construido más de 600 unidades que incluyen algunos desarrollados como versiones de 2 asientos. Entre los países que operan este avión, se encuentra España, Cuba , Grecia, EE. UU., Chile, Polonia, Alemania, China, Marruecos, Venezuela, Colombia, Argentina y Australia.

## Operadores
Argentina
- Agropecuaria Litoral SRL

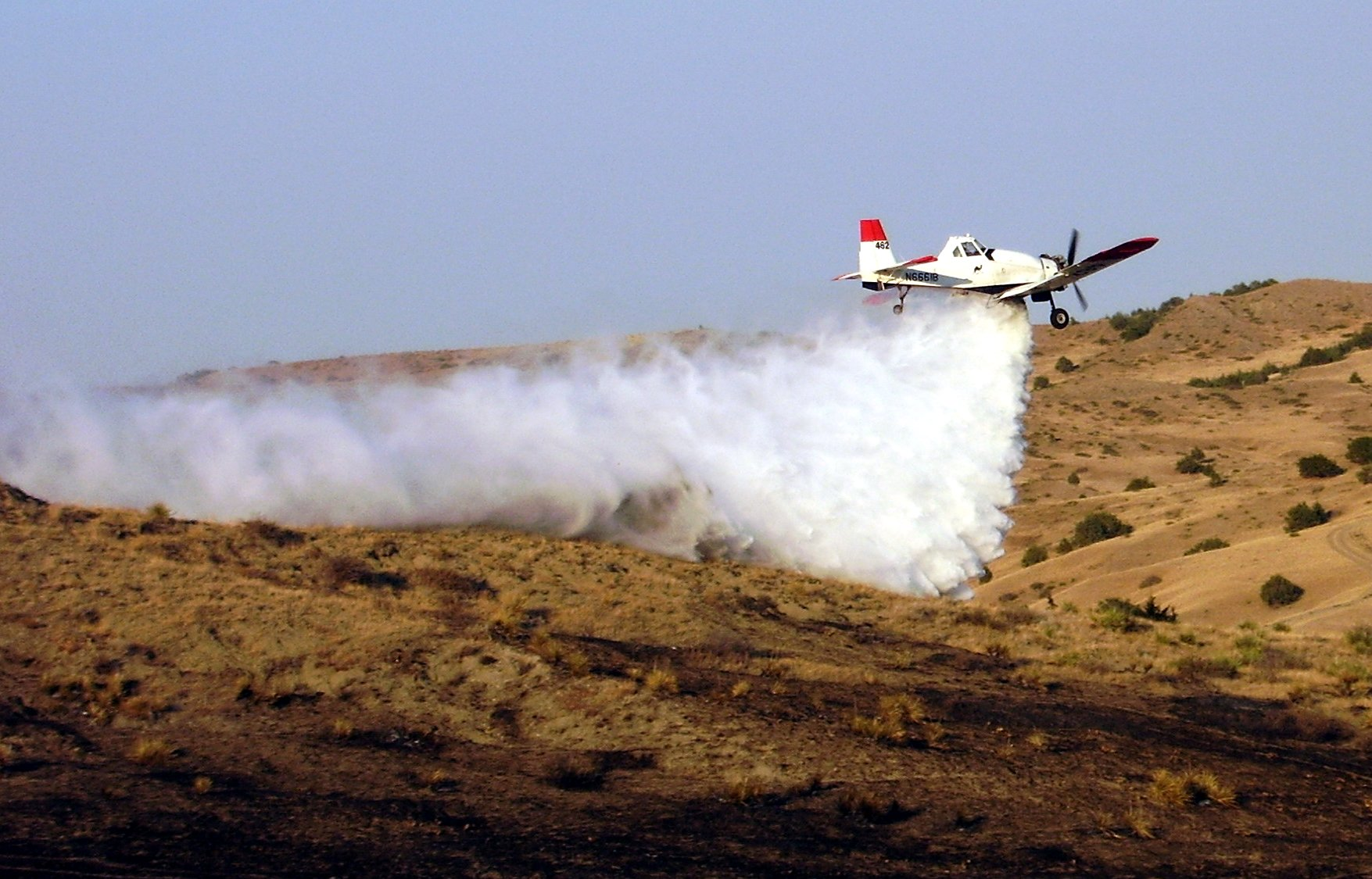
Un PZL M-18B Dromader realizando una suelta de agua.

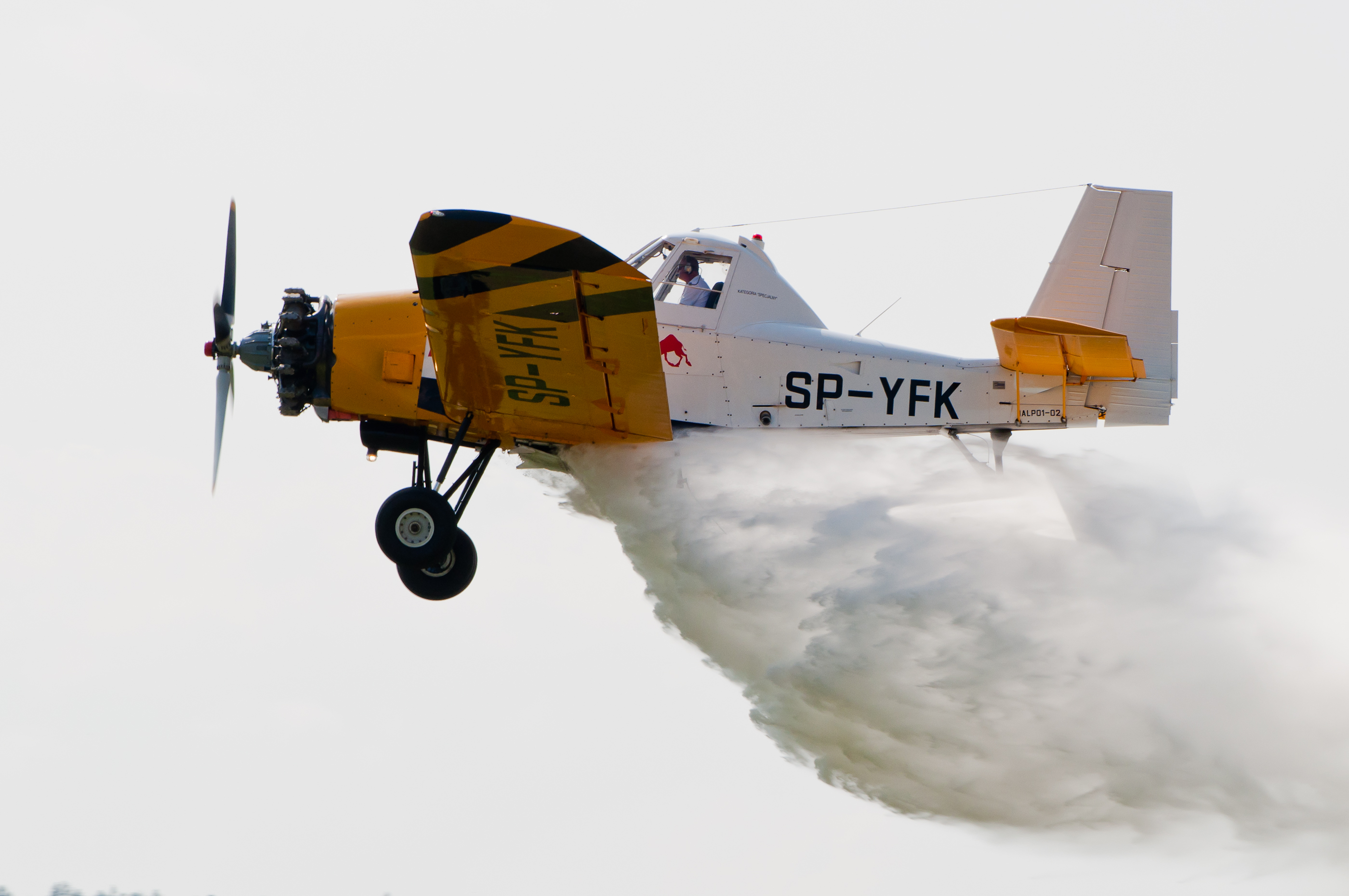
M-21 Dromader Mini

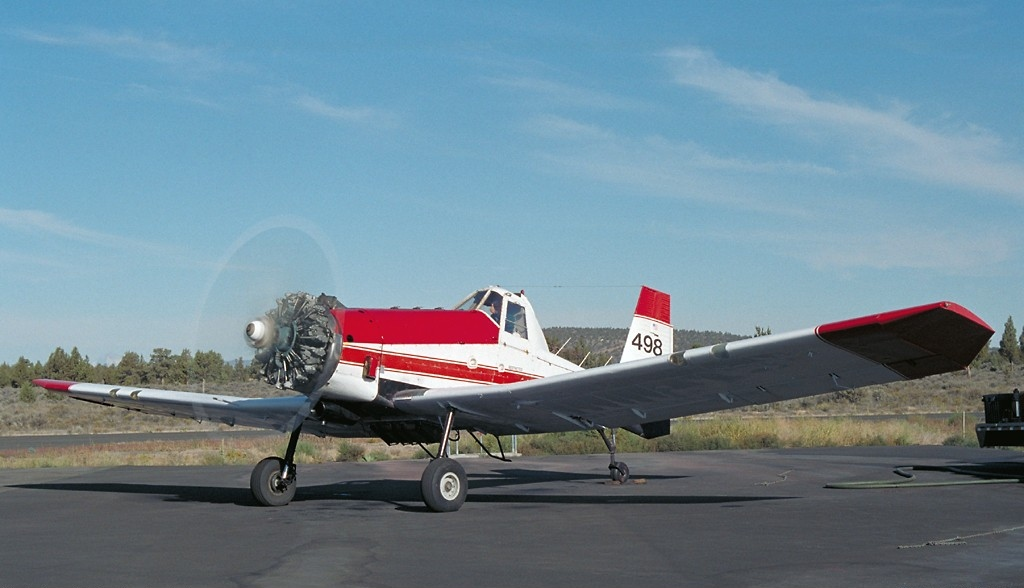
PZL-Mielec M-18 Dromader AN0193475

- Servicio Nacional de Manejo del Fuego

 Australia
- AGA Services
- Dunn's Aviation
- Leafair
- Northhampton Holdings
- Woorayl Air Services

 Bulgaria
- Fortuna Air

 Canadá
- Epandair Inc.
- Supermarine Aircraft Inc.

 Chile
- Alas Agrícolas
- Corporación Nacional Forestal

 China
 República Checa
- Agroair
- Air Special
- Beta Air

 Alemania
 Grecia
- Fuerza Aérea Griega

 Hungría
 Italia
 Marruecos
 Montenegro
- Fuerza Aérea Montenegrina

 Polonia
- Aerogryf
- Aeroklub Polski
- Lasy Państwowe
- Zakład Usług Agrolotniczych

 Serbia
- JAT Privredna Avijacija

 Sudáfrica
- Birdog Aviation

 España
- Avialsa
- Tratamientos Aéreos Martínez Ridao
- Espejo

 Turquía
- Türk Hava Kurumu

 Estados Unidos
- Downstown Aero Group Service
- Valley Air Service
- Western Pilot Service

 Venezuela
• Helicópteros del Zulia C.A
 Colombia
- Compañía Aero Agrícola Integral  - CAAISA

### Desarrollos relacionados
- Rockwell Thrush Commander
- PZL M-24 Dromader Super

### Aeronaves similares
- Air Tractor AT-802
- Ayres Thrush
- Embraer EMB 202 Ipanema
- Grumman AgCat
- PZL-106 Kruk
- Zlin Z-37 Cmelak